# Aszamati
Aszamati (macedónul: Асамати, albánul Asamati) település Észak-Macedóniában, a Pelagonijai körzet Reszeni járásában.

## Népesség
| Lakosok száma | 178  | 204  | 221  | 202  | 218  | 232  | 195  | 175  | 168  |
|               | 1948 | 1953 | 1961 | 1971 | 1981 | 1991 | 1994 | 2002 | 2021 |

- 2002-ben 175 lakosa volt, akik közül 81 albán, 68 macedón és 25 török.